# European Article Number

Штрихкод EAN-13. У нижній частині код продубльовано 13-ма арабськими цифрами

European Article Number (англ. EAN, Європейський номер артикулу) — це міжнародна система кодування товарів у роздрібній торгівлі, що є розвитком американської системи кодування товарів UPC (англ. Universal Product Code). Призначена для оперативної ідентифікації товару електронними засобами. Підтримується міжнародною неприбутковою організацією GS1 та стандартизована Міжнародною організацією зі стандартизації (ISO/IEC 15420).
Повний код являє собою тринадцятирозрядну комбінацію цифр (EAN-13), існує скорочений варіант із восьми цифр (EAN-8).
На товари зазвичай наноситься у вигляді штрих-коду.

## Історія
Систему було запроваджено 1977 року. Кодування EAN розроблялося європейською асоціацією з офісом у Брюселі як розвиток системи штрих-кодування UPC, запровадженої у США 1973 року. Цифрові коди UPC можна перетворити на коди EAN шляхом дописування нуля спереду. Обидві системи кодування було формально об'єднано 1990 року шляхом створення міжнародної організації під назвою GS1.

### Впровадження у Північній Америці
Відповідно до програми «Sunrise—2005», розпочатої 1997 року за ініціативою організації GS1 в США та Канаді, всі підприємства торгівлі у цих країнах мали приймати й обробляти як 12-значні «американські» штрихові коди UPC-A, так і 13-значні «європейські» штрихові коди EAN (а також їх скорочені версії — UPC-E та EAN-8).
Оскільки штрихові коди для EAN-13 і для UPC-12 реалізовані за однаковими принципами, сканери штрихових кодів зазвичай однаково добре зчитують і UPC-A, і EAN-13. Заміна обладнання в магазинах не була потрібна. Однак існуючі торговельні системи США і Канади були орієнтовані на роботу з 12-значними номерами товарів (тобто UPC-12). Для переходу на 13-значні номери (EAN-13) потрібна була переробка комп'ютерних систем. На це відводився термін до 1 січня 2005.

## Структура цифрового коду EAN-13
13-розрядний номер містить чотири складові:
- Префікс GS1 — 3 цифри;
- Ідентифікаційний номер підприємства — має змінну довжину (зазвичай від 3 до 6 цифр);
- Номер товарної позиції на підприємстві — змінної довжини, від 3 до 6 цифр (відповідно до номера підприємства — їх спільна довжина становить 9 цифр);
- Контрольний розряд — одна цифра.

### Префікс GS1
Префікси розподіляються головним офісом між представництвами GS1 (та іншими організаціями) для децентралізації розподілу номерів. Більшість префіксів розподіляється між національними представництвами для адміністрування системи нумерації у відповідних країнах. Наприклад, українському представництву GS1 виділено префікс 482.
Окремі префікси виділяють міжнародним організаціям для адміністрування тих стандартів, які було включено до EAN, зокрема це ISSN (префікс 977), ISMN (979-0), ISBN (978 та діапазон від 979-1 до 979-9) тощо.
Частину префіксів зарезервовано головним офісом для подальшого розвитку системи (990, 992—999) або для застосування національними представництвами (050—059, 200—299 тощо). Зокрема, в Україні визначено префікси для товарів обмеженого обігу: префікси від 020 до 029 можна застосовувати лише для нумерації товарів у межах підприємства, а префікси 20 — 23 призначено для кодування роздрібних товарів змінної кількості в торгівлі (наприклад, товари, що продаються на вагу).
Префікс GS1 не можна розглядати як код країни походження товару (навіть у тих випадках, коли його видано національним представництвом організації). Справа в тому, що підприємства, які виробляють товар, зазвичай застосовують номери, виділені для центрального офісу, хоча виробничі підрозділи можуть бути розташовані в інших країнах. Водночас, якщо товар призначено для якогось конкретного територіального ринку, то підприємство може отримати номер для нього у відповідній національній організації (не за своїм місцем розташування).

### Ідентифікатор підприємства
Визначається відповідним представництвом GS1. Разом із префіксом GS1 утворює префікс підприємства (від 6 до 9 цифр, довжина визначається відповідним представництвом залежно від поточної та планової товарної номенклатури). В Україні надають префікси підприємств довжиною від 7 до 9 цифр.

## Регіональні коди національних організацій GS1
| Префікс         | Національна організація GS1                                                 |
| --------------- | --------------------------------------------------------------------------- |
| 000-139         | GS1 США                                                                     |
| 200-299         | Внутрішня нумерація (для вільного використання у межах окремих підприємств) |
| 300-379         | GS1 Франція                                                                 |
| 380             | GS1 Болгарія                                                                |
| 383             | GS1 Словенія                                                                |
| 385             | GS1 Хорватія                                                                |
| 387             | GS1 Боснія і Герцеговина                                                    |
| 389             | GS1 Чорногорія                                                              |
| 400-440         | GS1 Німеччина                                                               |
| 450-459 490-499 | GS1 Японія                                                                  |
| 460-469         | GS1 Росія                                                                   |
| 470             | GS1 Киргизстан                                                              |
| 471             | GS1 Тайвань                                                                 |
| 474             | GS1 Естонія                                                                 |
| 475             | GS1 Латвія                                                                  |
| 476             | GS1 Азербайджан                                                             |
| 477             | GS1 Литва                                                                   |
| 478             | GS1 Узбекистан                                                              |
| 479             | GS1 Шрі-Ланка                                                               |
| 480             | GS1 Філіппіни                                                               |
| 481             | GS1 Білорусь                                                                |
| 482             | GS1 Україна                                                                 |
| 484             | GS1 Молдова                                                                 |
| 485             | GS1 Вірменія                                                                |
| 486             | GS1 Грузія                                                                  |
| 487             | GS1 Казахстан                                                               |
| 489             | GS1 Гонконг                                                                 |
| 500-509         | GS1 Велика Британія                                                         |
| 520             | GS1 Греція                                                                  |
| 528             | GS1 Ліван                                                                   |
| 529             | GS1 Кіпр                                                                    |
| 530             | GS1 Албанія                                                                 |
| 531             | GS1 Північна Македонія                                                      |
| 535             | GS1 Мальта                                                                  |
| 539             | GS1 Ірландія                                                                |
| 540-549         | GS1 Бельгія, Люксембург                                                     |
| 560             | GS1 Португалія                                                              |
| 569             | GS1 Ісландія                                                                |
| 570-579         | GS1 Данія                                                                   |
| 590             | GS1 Польща                                                                  |
| 594             | GS1 Румунія                                                                 |
| 599             | GS1 Угорщина                                                                |
| 600-601         | GS1 ПАР                                                                     |
| 603             | GS1 Гана                                                                    |
| 608             | GS1 Бахрейн                                                                 |
| 609             | GS1 Маврикій                                                                |
| 611             | GS1 Марокко                                                                 |
| 613             | GS1 Алжир                                                                   |
| 616             | GS1 Кенія                                                                   |
| 618             | GS1 Кот-д'Івуар                                                             |
| 619             | GS1 Туніс                                                                   |
| 621             | GS1 Сирія                                                                   |
| 622             | GS1 Єгипет                                                                  |
| 624             | GS1 Лівія                                                                   |
| 625             | GS1 Йорданія                                                                |
| 626             | GS1 Іран                                                                    |
| 627             | GS1 Кувейт                                                                  |
| 628             | GS1 Саудівська Аравія                                                       |
| 629             | GS1 ОАЕ                                                                     |
| 640-649         | GS1 Фінляндія                                                               |
| 690-699         | GS1 Китай                                                                   |
| 700-709         | GS1 Норвегія                                                                |
| 729             | GS1 Ізраїль                                                                 |
| 730-739         | GS1 Швеція                                                                  |
| 740             | GS1 Гватемала                                                               |
| 741             | GS1 Сальвадор                                                               |
| 742             | GS1 Гондурас                                                                |
| 743             | GS1 Нікарагуа                                                               |
| 744             | GS1 Коста-Рика                                                              |
| 745             | GS1 Панама                                                                  |
| 746             | GS1 Домініканська Республіка                                                |
| 750             | GS1 Мексика                                                                 |
| 754-755         | GS1 Канада                                                                  |
| 759             | GS1 Венесуела                                                               |
| 760-769         | GS1 Швейцарія                                                               |
| 770             | GS1 Колумбія                                                                |
| 773             | GS1 Уругвай                                                                 |
| 775             | GS1 Перу                                                                    |
| 777             | GS1 Болівія                                                                 |
| 779             | GS1 Аргентина                                                               |
| 780             | GS1 Чилі                                                                    |
| 784             | GS1 Парагвай                                                                |
| 786             | GS1 Еквадор                                                                 |
| 789-790         | GS1 Бразилія                                                                |
| 800-839         | GS1 Італія                                                                  |
| 840-849         | GS1 Іспанія                                                                 |
| 850             | GS1 Куба                                                                    |
| 858             | GS1 Словаччина                                                              |
| 859             | GS1 Чехія                                                                   |
| 860             | GS1 Сербія                                                                  |
| 865             | GS1 Монголія                                                                |
| 867             | GS1 Північна Корея                                                          |
| 869             | GS1 Туреччина                                                               |
| 870-879         | GS1 Нідерланди                                                              |
| 880             | GS1 Південна Корея                                                          |
| 884             | GS1 Камбоджа                                                                |
| 885             | GS1 Таїланд                                                                 |
| 888             | GS1 Сингапур                                                                |
| 890             | GS1 Індія                                                                   |
| 893             | GS1 В'єтнам                                                                 |
| 899             | GS1 Індонезія                                                               |
| 900-919         | GS1 Австрія                                                                 |
| 930-939         | GS1 Австралія                                                               |
| 940-949         | GS1 Нова Зеландія                                                           |
| 950             | GS1 Головний офіс                                                           |
| 955             | GS1 Малайзія                                                                |
| 958             | GS1 Макао                                                                   |
| 977             | Періодичні видання, преса (ISSN)                                            |
| 978-979         | Книги (ISBN)                                                                |
| 980             | Зворотні квитанції                                                          |
| 981-982         | Валютні купони                                                              |
| 990-999         | Купони                                                                      |